# Josef Graf
Josef Graf (Riedenburg, 30 de junho de 1957) é bispo auxiliar na diocese de Regensburg .

## Vida
Josef Graf estudou teologia e filosofia católica em Regensburg e em Roma. Em 10 de outubro de 1983, ele foi ordenado sacerdote em Roma. Depois de sua Kaplanat formou-se em Roma estudos de doutoramento na Pontifícia Universidade Gregoriana e foi criada em 1990 com uma tese sobre a teologia da Gottlieb Söhngen para Dr. Theol. PhD. Em 1987, foi membro da Fraternidade Católica KAV Capitolina Roma em CV e, em Regensburg, finalmente membro do KDStV Rupertia Regensburg, onde ainda ocupa o cargo de oficial de ligação. Em 1989, ele se tornou um espiritualnomeado pelo seminário de Regensburg. Papa Bento XVI Em 2007, ele foi nomeado capitão honorário de Sua Santidade ( Monsenhor ). Em 2010, ele foi investido em Regensburg na Ordem Teutônica e pertence ao Comando "An der Donau".
O Papa Francisco nomeou ele bispo titular de Inis Cathaig em 24 de abril de 2015 e nomeou ele bispo auxiliar em Regensburg. Em 7 de junho de 2015 recebeu Graf na Catedral de Regensburg pelo Bispo Rudolf Voderholzer a ordenação episcopal . Como Mitkonsekreatoren o bispo da diocese vizinha agiu Pilsen , František Radkovský, eo Regensburg Bispo Reinhard Pappenberger. Além disso, vários outros bispos do país e do exterior participaram do serviço de dedicação, incluindo o ex-bispo de Regensburg e o prefeito de Congregação para a Doutrina da Fé, Dom Gerhard Ludwig Cardeal Müller, bem como o Arcebispo de Praga, Dom Frei Dominik Cardeal Duka, O.P..
Josef Graf tem a Comissão Doutrinal , a Comissão para as profissões do clero e serviços da Igreja , os bioética Sub-Comissão ea Subcomissão para a Europa Central e Oriental (esp. Renovabis) dos Conferência Episcopal Alemã diante.